# Ferdo Pomykalo
Ferdo Pomykalo (Banja Luka, 23. studenog 1915. – Zagreb, 16. rujna 1973.), bio je hrvatski skladatelj, dirigent i aranžer poznat ponajviše po mnogobrojnim zabavnoglazbenim uspješnicama i festivalskim nastupima. Bio je jedan od najznačajnijih predstavnika hrvatske zabavne glazbe 20. stoljeća.

## Životopis
Rodio se je u Banjoj Luci. Mati Marija r. Hasler/Hazler rodom je iz Slunja. Imao je braću Josipa i Zvonka, koja su obojica također pošli glazbenim vodama.
Ferdo Pomykalo je glazbu – kompoziciju i dirigiranje – učio privatno u Zagrebu. Prije Drugoga svjetskog rata u Zagrebu je djelovao i kao orkestralni glazbenik (trubač). 
Za rata je prvo komunistički ilegalac u Zagrebu, a zatim partizanski borac i dužnosnik. Poslije rata je neko vrijeme bio glavni tajnik Narodnog kazališta u Rijeci (današnjeg HNK Ivana pl. Zajca). Potom je obnašao dužnosti ravnatelja Radio Zagreba, te u sezoni 1948./1949. i Državnog simfonijskog orkestra (današnje Zagrebačke filharmonije). Od 1949. do 1951. bio je i dirigent orkestra Radio Zagreba, a od 1951. s kraćim prekidima šef glazbene grane i dirigent zagrebačkoga Gradskog kazališta Komedija. U razdoblju od 1961. do 1966. bio je i ravnatelj Zagrebačkog festivala. Posebno su bili zapaženi njegovi dirigentski nastupi s revijskim orkestrima na mnogim festivalima zabavne glazbe, a bio je i vrlo cijenjen kao skladatelj filmske glazbe.
Supruga Ferda Pomykala bila je Vera Pomykalo.

## Djela (izbor)
- Koračnica narodnih heroja (1944.)
- 10 jugoslavenskih plesova (1946. – 66.)
- Omladinska pruga, kantata (1948.)
- Pjesme i plesovi s Hvara (1950.)
- Mala suita za djecu (1950.)
- Dalmatinska rapsodija (1962.)
- Freske iz Dalmacije (1962. )
- Tri freske za gudače (1965. )
- Četiri plesne skice (1958. )
- Međimurska (1961. )
- Bezbrižno (1962. )
- Balkan-express (1965. )

Ferdo Pomykalo bio je i za života vrlo cijenjen kao autor aranžmana mnogobrojnih popularnih zabavnoglazbenih uspješnica, te glazbenih obrada za razne vokalne i instrumentalne sastave (za detaljniji popis vidi Vanjske poveznice).

## Diskografija (izbor)
Mnogobrojne snimljene vokalne i instrumentalne izvedbe, kojima je ravnao Ferdo Pomykalo, pohranjene su u arhivima Hrvatske radiotelevizije i Croatia Recordsa. Neki od tih snimaka, ranije objavljenih na gramofonskim pločama, u novije su vrijeme i digitalizirani. No dio njih još je pohranjen na magnetskim vrpcama, pa ih je stoga uglavnom moguće čuti samo u pojedinim (dokumentarnim) radijskim ili TV emisijama.
- 1958. – LP Drage uspomene - Fantazija najpopularnijih zabavnih melodija domaćih kompozitora, Jugoton LPY-V-31 / Croatia Records je 2006. objavila digitalno reizdanje[9]
- 1958. – LP Ferdo Pomykalo sa svojim orkestrom izvodi orkestracije Mortona Goulda i ostalih uspješnih aranžera, Jugoton LPY-34[10]

## Vanjske poveznice
- Hrvatsko društvo skladatelja: Ferdo Pomykalo  Arhivirana inačica izvorne stranice od 6. siječnja 2014. (Wayback Machine)
- Matica.hr / Vijenac – Velimir Cindrić: »Hrvatska zabavna pjesmarica«  Arhivirana inačica izvorne stranice od 7. travnja 2008. (Wayback Machine)
- HDS ZAMP: Ferdinand Pomykalo (popis djela)
- Discogs.com – Ferdo Pomykalo (diskografija) (engl.)
- Ferdo Pomykalo u internetskoj bazi filmova IMDb-u (engl.)